# Mléčnice (zemědělství)
Mléčnice je samostatná místnost v dojírně, kde je umístěna nádrž pro nadojené mléko, umývárna dojícího stroje včetně konví, pracovních pomůcek a zázemí (šatna, umývárna, WC). V mléčnici se mimo jiné kontroluje mléko na přítomnost somatických (tělních) buněk od krav se zánětem vemene (mastitida). Dělají se zde tzv. kontrolní odběry mléka. Rovněž je obvyklé, že se v mléčnici podepisují související dokumenty s odvozem mléka do mlékárny.
Mléko musí být skladováno až do odběru v mléčnici nebo místnosti pro jeho skladování. Mléčnice musí být používány pouze pro činnosti související s ošetřením mléka a s dojícím zařízením.